# Shannon MacMillan
Shannon MacMillan, född den 7 oktober 1974 i Syosset, New York, är en amerikansk fotbollsspelare. Vid fotbollsturneringen under OS 2000 i Sydney deltog hon i det amerikanska lag som tog silver. 